# 圣桑松
圣桑松（法語：Saint-Samson，法語發音：[sɛ̃ sɑ̃sɔ̃]）是法国马耶讷省的一个旧市镇，属于马耶讷区。2016年，圣桑松与市镇普雷昂帕伊合并为新市镇普雷昂帕伊-圣桑松。

## 地理
圣桑松（48°28'54"N, 0°11'24"W）面积13.49 平方千米，位于法国卢瓦尔河地区大区马耶讷省，该省份为法国西北部内陆省份，北起芒什省和奧恩省，西接伊勒-维莱讷省，南至曼恩-卢瓦尔省，东临萨尔特省。
与圣桑松接壤的市镇（或旧市镇、城区）包括：利涅尔-奥热尔、圣卡莱迪代塞尔、锡拉勒、拉拉塞勒、普雷昂帕伊。
圣桑松的时区为UTC+01:00、UTC+02:00（夏令时）。

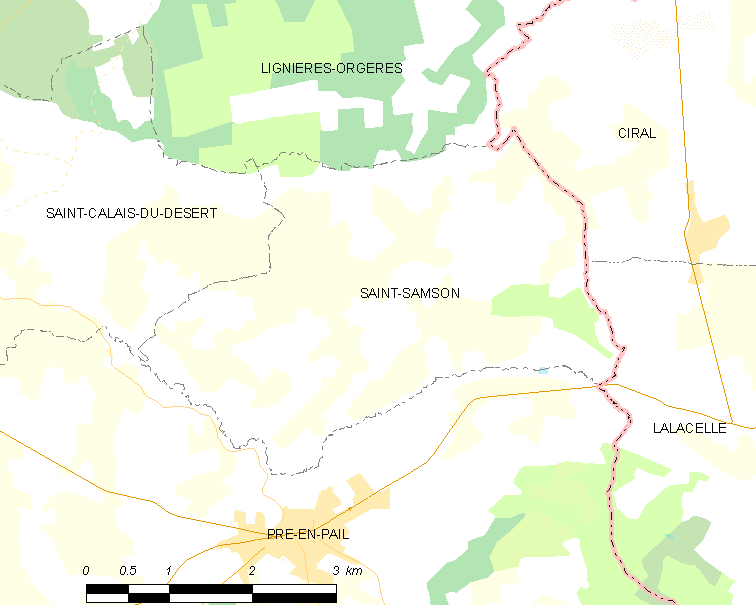
圣桑松的OSM定位图

## 行政
圣桑松的邮政编码为53140，INSEE市镇编码为53252。

## 政治
圣桑松所属的省级选区为维莱讷拉瑞埃勒县。

## 人口

1962-2008年间圣桑松人口变化图示

圣桑松于2018年1月1日时的人口数量为423人。